# John Franklin Miller
John Franklin Miller (ur. 21 listopada 1831 w South Bend, zm. 8 marca 1886 w Waszyngtonie) – amerykański polityk, członek Partii Republikańskiej.

## Działalność polityczna
W okresie od 4 marca 1881 do 8 marca 1886 był senatorem Stanów Zjednoczonych z Kalifornii (1. Klasa).